# IFarm
iFarm (iFarm corp.) — международная технологическая компания, разрабатывающая и продающая технологии и оборудование для вертикального земледелия, гидропоники и аэропоники. Штаб-квартира компании располагается в г.Хельсинки, Финляндия.
Компания является разработчиком технологий и производителем оборудования для промышленного выращивания овощей, пищевой зелени, салатов, пряных трав, съедобных цветов и ягод в условиях регионов со сложными климатическими условиями. Фотосинтез, набор зеленой массы и созревание происходят в помещениях, в условиях замкнутого цикла и обеспечиваются за счет искусственного освещения светодиодными лампами. Для различных направлений растениеводства компания производит и поставляет специализированные модификации оборудования. Технологии и программное обеспечение, разрабатываемые компанией, сочетают в себе методы точного контроля климата, подготовки питательных растворов и постоянной оптимизации алгоритмов выращивания. Помимо продажи технологий, компания также управляет вертикальными фермами своего и стороннего производства и дочерним предприятием, обеспечивающим сбыт продукции вертикальных ферм.

## История
Компания основана в 2017 году владельцем компании Alawar Александром Лысковским, предпринимателями Константином Ульяновым и Максимом Чижовым.

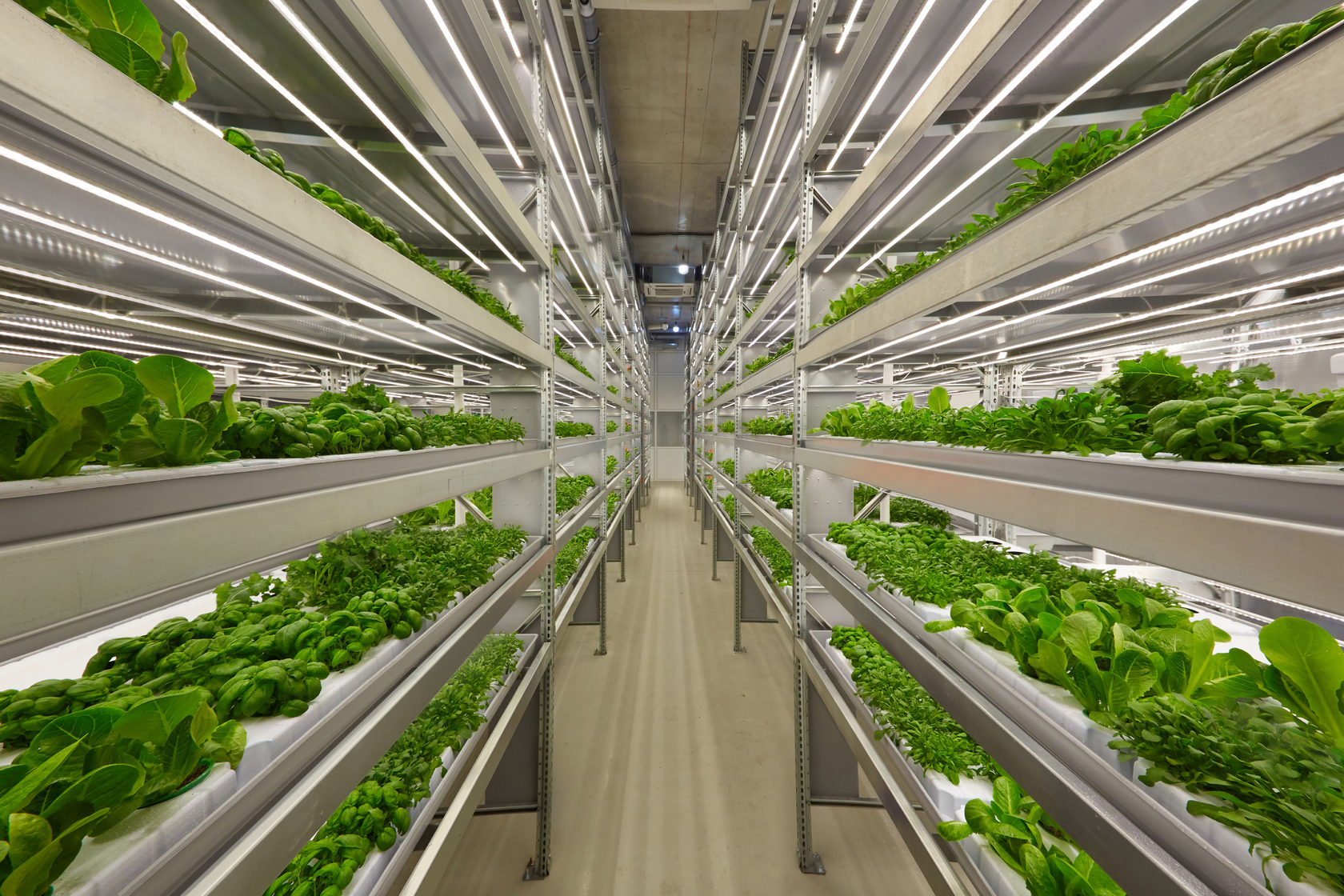
Вертикальная ферма iFarm в Финляндии, г. Эспоо

В 2018 году компания расширила свои мощности за счет масштабной салатной фермы и лаборатории по выращиванию клубники.
В 2019 году компания привлекла первые значительные инвестиции и перенесла свою штаб-квартиру в Хельсинки. Была введена в строй вертикальная ферма в г.Эспоо, Финляндия и несколько растениеводческих лабораторий.
В 2020 компания привлекла $4 млн. инвестиций от международного пула инвесторов и запустила крупную ферму в Калужской области и в Москве.
К началу 2021 компания открыла шоу-рум в Финляндии и офис в Нидерландах. В феврале 2021 было объявлено начале строительства первой вертикальной ферме в Цюрихе (под контролем Цюрихского Технологического института). Летом 2021 компания анонсировала запуск первого промышленного производства земляники садовой. Вертикальные фермы по технологиям компании строятся также в Катаре, Германии, Андорре и Норвегии, Греции и Чехии, ОАЭ.

## Технологии растениеводства
На фермах, построенных по технологиям iFarm, используется метод питательного слоя (разновидность метода проточной гидропоники). Питательный раствор для производства продукции подготавливается растворным узлом, подачу раствора и освещение на ферме контролирует внешний сервер со специально разработанным программным обеспечением. Растительная продукция, выращиваемая таким образом, является органически чистой, так как при её производстве не используются пестициды, антибиотики и стимуляторы роста, также как и синтетические минеральные удобрения, и сертифицируется как органическая в США и Азии, однако в Европе органической не признается.
С целью разработки гибридов растений, наиболее подходящих для выращивания в условиях вертикальных ферм компания сотрудничает с институтскими агротехнологическими кафедрами и частными исследователями.

## Производство оборудования
iFarm производит:
- Стеллажи для вертикальных ферм и комнат проращивания рассады
- Светодиодные фитолампы[26]
- Системы орошения для выращивания растений и растворные узлы, устройства для подачи питательного раствора
- Системы кондиционирования и осушения воздуха для вертикальных ферм
- Поддоны для выращивания растений
- Оборудования автоматизации вертикальных ферм[27]
- Модули доращивания для размещения в ресторанах и торговых сетях[28][6]
- Контейнерные фермы[источник не указан 1204 дня]

## Программное обеспечение
Для полной автоматизации растениеводческих процессов и управления фермой применяется ПО собственной разработки Growtune, распространяющееся по модели Saas. Для отслеживания состояния культур, мониторинга микроклимата, планирования урожая, реализации и совершенствования алгоритмов их производства применяются системы аппаратного контроля, машинного зрения и аналитические механизмы на основе больших данных. Целью внедрения и совершенствования алгоритмов является минимализация человеческого ресурса, возможность максимально точно прогнозировать сроки производства и планировать его загрузку, снижение себестоимости продукции. ПО может быть использовано на фермах и в теплицах других производителей. Программная платформа iFarm содержит технологические карты более чем для 150 культур. Использование блокчейн-технологий позволяет маркировать продукцию вертикальных ферм и отслеживать какую технологическую цепочку прошла каждая партия продукта при производстве. Наблюдение за стеллажами с продукцией программное обеспечение способно осуществлять с помощью беспилотных дронов.

## Награды и достижения
Премия "Европейский стартап года"
Nordic Startup Awards «Стартап с наибольшим социальным влиянием»